# Johann Friedrich Vitzthum von Eckstädt
Johann Friedrich Graf Vitzthum von Eckstädt (* 24. Juni 1712; † 16. Oktober 1786 in Leipzig) war ein königlich-polnischer und kurfürstlich-sächsischer Generalleutnant von der Kavallerie und Oberst des Garde du Corps sowie Erb-, Lehn- und Gerichtsherr auf Wölkau, Tiefensee, Reibitz, Sausedlitz, Neuhaus und Petersroda. In seinen letzten Lebensjahren war er Gouverneur von Leipzig.

## Leben
Er entstammte dem alten Thüringer Adelsgeschlecht der Vitzthume und war der älteste Sohn von Friedrich Vitzthum von Eckstädt, der 1711 in den Grafenstand erhoben worden war. Rahel Charlotte, geborene Gräfin von Hoym, war seine Mutter, die nach dem Tod des Vaters 1726 zunächst dessen Besitzungen übernahm, zu denen, neben den bereits oben genannten, auch das 1712 erworbene Pristäblich gehörte. Außerdem ließ sie das Schloss Otterwisch errichten.
Johann Friedrich trat nach zwei Jahren Studium an der Universität Leipzig mit 17 Jahren als Rittmeister in das Garde du Corps ein und stieg bis zum Generalleutnant auf. Diese letzte Beförderung erfolgte im Jahre 1752. Er gehörte 1756 zu denjenigen kursächsischen Offizieren, die im Lager von Pirna die Kapitulation gegenüber dem Königreich Preußen unterschreiben mussten.
Mit Christian Fürchtegott Gellert stand er in Briefwechsel.
Verheiratet war er mit Erdmuthe verwitwete von Schönfeld geborene von Fullen aus dem Hause Störmthal. Diese Ehe blieb allerdings kinderlos.